# Abia (Nigeria)
Abia è uno dei 36 Stati della Nigeria, situato a sud. Fu creato nel 1991 da una parte dello Stato di Imo. La capitale è Umuahia, ma il centro economico più importante è Aba, mentre Arochukwu è la terza città più grande.

## Suddivisioni
Lo stato di Abia è suddiviso in diciassette aree a governo locale (local government areas):
- Aba North
- Aba South
- Arochukwu
- Bende
- Ikwuano
- Isiala-Ngwa North
- Isiala-Ngwa South
- Isuikwuato
- Marob
- Obio Ngwa
- Ohafia
- Osisioma Ngwa
- Ugwunagbo
- Ukwa East
- Ukwa West
- Umuahia North
- Umuahia South
- Umu-Nneochi